# 南雨龍臨時乘降場
南雨龍臨時乘降場（日语：／ Minami-Uryu Karijiyoukoujiyou */?）是位於北海道雨龍郡雨龍町，隸屬於日本國有鐵道（國鐵）札沼線，已廢除的臨時乘降場。在升格成為正式車站前已被廢除。

## 歷史
- 1956年（昭和31年）11月16日 - 札沼線全線恢復營運。設立南雨龍臨時乘降場。
- 1972年（昭和47年）6月19日 - 札沼線新十津川至石狩沼田路段廢除，本車站同時廢站。

## 車站構造
當時是側式月台1面1線的地面車站。

## 相鄰車站
日本國有鐵道
札沼線
北上德富－南雨龍－雨龍